# The House of Da Vinci
The House of Da Vinci is een puzzelcomputerspel uit 2016 van het Tsjechische onafhankelijke Blue Brain Games. In 2019 kwam er een vervolg op het spel: The House of Da Vinci 2.

## Verhaal
Leonardo da Vinci is vermist. Zijn voornaamste leerling gaat in Leonardo's huis op zoek naar aanwijzingen waar de man is gebleven. In het huis moet hij verschillende puzzels oplossen, de werking van diverse uitvindingen uitpluizen, verborgen voorwerpen vinden en uit kamers ontsnappen. Her en der zijn er brieven te vinden van zowel Leonardo als van zijn antagonisten.